# Slag in Brentelle
De Slag in Brentelle, een voormalig dorp in Noord-Italië ten westen van Padua, vond plaats op 25 juni 1386. Het was een uitloper van strijdgewoel in de Successieoorlog van het patriarchaat Aquileja (1381-1388), waarin oorspronkelijk de stadstaten Udine en Cividale elkaar bevochten.
In de Slag in Brentelle behaalde de stadstaat Padua de overwinning op de stadstaat Verona.

## Historiek

Wapenschild van het huis Carrara in Padua

In de Slag in Brentelle stonden de volgende troepen tegenover elkaar: de stadstaat Padua onder bestuur van het huis Carrara versus de stadstaat Verona onder bestuur van het huis Scaligero.
De Veronezen waren opgerukt naar Padua. Vanuit Verona leidde Antonio della Scala, heer van Verona, de veldtocht. De Veronese troepen telden meerdere patriciërs onder de wapens, onder meer kapitein-generaal Cortesia Serego, de bevelhebber, en Ostasio II da Polenta en de jonge Facino Cane de Casale. Serego was de schoonbroer van Antonio della Scala door zijn huwelijk met Antonio’s zus. De Veronese troepen waren bovendien versterkt met hulptroepen uit Udine en de republiek Venetië.
Franciscus I van het huis Carrara moest niets weten van een doortocht van Veronese troepen. De troepen uit Padua stonden onder leiding van Giovanni d’Azzo. Ten westen van Padua vond het treffen plaats in het dorpje Brentelle (1386).
Aanvankelijk waren de Veronezen aan de winnende hand. Doch de veldslag eindigde uiteindelijk in een overwinning voor Padua. De Veronese troepen leden 520 dodelijke verliezen en meer dan 4.300 militairen werden gevangen genomen. Onder de gevangenen waren talrijke patriciërs, zoals de bevelhebber Serego. Ook 220 prostituées werden opgepakt. De Paduese troepen sloegen meer dan 6.000 paarden en 140 karren aan. De Veronese officieren werden gefolterd in Padua.
Het impact van de overwinning was zo groot in Noord-Italië dat het Gian Galeazzo Visconti, heer van Milaan, ter ore kwam. Visconti was namelijk bezig met een opmars in Noord-Italië. Visconti bood een alliantie aan aan Padua, doch Padua en Verona hadden al snel vrede gesloten. Visconti was namelijk hun gemeenschappelijke vijand.